# Ласьмяди (озеро)
Ласьмяди (пол. Łaśmiady, нім. Laschmieden See), також відоме як Здренчно та Лазьняди — озеро у Вармінсько-Мазурському воєводстві, в Елцькому повіті, в Елцькому поозер'ї, північно-східна Польща.

## Розташування та морфометрія
Озеро розташоване в центральному мікрорегіоні Елцького поозер'я — в Ласьмядському поозер'ї. Воно розташоване в гміні Старі Юхи, а східний берег межує з гміною Елк (і невеликою ділянкою з гміною Свентайно). Площа озера становить за різними джерелами від 882,1 га  940,0 га. За різними джерелами висота над рівнем моря становить 124 м , 124,8 м або 125,2 м над рівнем моря. Середня глибина озера 9,6 м, а максимальна 43,7 м. Довжина берегової лінії - 21 950 м.
Значна частина басейну складається з лісів (40%), а ріллі займають близько 16% і більше ¼ займають райони, що називають пустельною землею.